# PesaroFano Calcio a 5 2017-2018
Questa pagina raccoglie i dati riguardanti il PesaroFano Calcio a 5, squadra di calcio a 5 militante in serie A, nelle competizioni ufficiali del 2017-2018.

## Trasferimenti

### Sessione estiva
| David Asensio       | Cartagena    |
| Bichinho            | Al-Arabi     |
| Marco Boaventura    | CAME Treviso |
| Paolo Cesaroni      | Real Rieti   |
| Giuseppe Curri      | Sammichele   |
| You Nouss Guennouna | Real Rieti   |
| Felipe Manfroi      | Napoli       |
| Marcelinho          | Isola        |
| Gabriel Miraglia    | CAME Treviso |

| Héctor Albadalejo | Real Rieti       |
| Tommaso Bonci     | Corinaldo        |
| Diego Burato      | Pescara          |
| Michele Cuomo     | Corinaldo        |
| Thomas Egea       | Atletico Cassano |
| Nicola Filippucci | Futsal Pesaro    |
| Diego Vagnini     | Fano             |
| Miguel Weber      | C.M.B.           |

### Sessione invernale
| Giuliano Fortini | Lazio      |
| Lucas Francini   | Sammichele |
| Giuseppe Micoli  | Cisternino |
| José Revert      | Luparense  |

| David Asensio    | svincolato |
| Bichinho         | Al Kuwait  |
| Roald Halimi     | Lecco      |
| Giacomo Lamedica | Cobà       |

## Organico

### Prima squadra
| N° | Naz.                 | Ruolo | Sportivo            | Anno     |  |  |
| -- | -------------------- | ----- | ------------------- | -------- |  |  |
| 1  | Marocco (bandiera)   | POR   | You Nouss Guennouna | 03.06.91 |  |  |
| 5  | Brasile (bandiera)   | UNI   | Felipe Tonidandel   | 21.05.90 |  |  |
| 7  | Brasile (bandiera)   | PIV   | Rudinei Tres        | 13.02.87 |  |  |
| 8  | Spagna (bandiera)    | DIF   | David Asensio       | 25.01.91 |  |  |
| 8  | Argentina (bandiera) | PIV   | Lucas Francini      | 21.03.91 |  |  |
| 10 | Italia (bandiera)    | LAT   | Giuseppe Curri      | 09.09.92 |  |  |
| 11 | Brasile (bandiera)   | LAT   | Guilherme Stringari | 24.09.95 |  |  |
| 12 | Brasile (bandiera)   | LAT   | Bichinho            | 20.04.89 |  |  |
| 13 | Brasile (bandiera)   | LAT   | Felipe Manfroi      | 04.06.86 |  |  |
| 14 | Albania (bandiera)   | LAT   | Roald Halimi        | 01.07.88 |  |  |
| 15 | Brasile (bandiera)   | LAT   | Marcelinho          | 05.08.89 |  |  |
| 19 | Italia (bandiera)    | LAT   | Paolo Cesaroni      | 10.04.91 |  |  |
| 20 | Italia (bandiera)    | POR   | Giuseppe Micoli     | 20.02.92 |  |  |
| 21 | Spagna (bandiera)    | LAT   | José Revert         | 22.01.85 |  |  |
| 22 | Brasile (bandiera)   | POR   | Gabriel Miraglia    | 02.07.87 |  |  |
| 23 | Italia (bandiera)    | LAT   | Giacomo Lamedica    | 13.12.87 |  |  |
| 29 | Brasile (bandiera)   | UNI   | Marco Boaventura    | 03.05.91 |  |  |
| 77 | Italia (bandiera)    | LAT   | Giuliano Fortini    | 08.09.96 |  |  |

### Under-19
| N° | Naz.              | Ruolo | Sportivo          | Anno     |  |  |
| -- | ----------------- | ----- | ----------------- | -------- |  |  |
| 2  | Italia (bandiera) | POR   | Matteo Gentiletti | 19.07.00 |  |  |
| ?  | Italia (bandiera) | LAT   | Alex Ugolini      | 27.08.01 |  |  |